# Bulbophyllum wrayi
Bulbophyllum wrayi är en orkidéart som beskrevs av Joseph Dalton Hooker. Bulbophyllum wrayi ingår i släktet Bulbophyllum och familjen orkidéer. Inga underarter finns listade i Catalogue of Life.